# Formel Nippon 2002
Formel Nippon 2002 vanns av Ralph Firman.

## Delsegrare
| Datum        | Bana   | Vinnare          |
| ------------ | ------ | ---------------- |
| 24 mars      | Suzuka | Ralph Firman     |
| 7 april      | Fuji   | Satoshi Motoyama |
| 19 maj       | Mine   | Satoshi Motoyama |
| 7 juli       | Suzuka | Ralph Firman     |
| 21 juli      | Motegi | Satoshi Motoyama |
| 4 augusti    | Sugo   | Ralph Firman     |
| 1 september  | Fuji   | Juichi Wakisaka  |
| 22 september | Mine   | Satoshi Motoyama |
| 20 oktober   | Motegi | Ralph Firman     |
| 3 november   | Suzuka | Satoshi Motoyama |

## Slutställning
| Plats | Förare              | Poäng |
| ----- | ------------------- | ----- |
| 1     | Ralph Firman        | 62    |
| 2     | Satoshi Motoyama    | 60    |
| 3     | Juichi Wakisaka     | 33    |
| 4     | Takeshi Tsuchiya    | 27    |
| 5     | Tsugio Matsuda      | 19    |
| 6     | Ryo Michigami       | 17    |
| 7     | Toshihiro Kaneishi  | 11    |
| 8     | Naoki Hattori       | 9     |
| 9     | Hidetoshi Mitsusada | 8     |
| 10    | Richard Lyons       | 6     |